# フルテン
フルテン（Fullten）とは、音楽演奏時に使用するアンプのコントロールツマミを最大値（10）にセッティングした状態を指す用語。アンプのセッティングの説明で「フル（＝10）」などと書かれた場合の読み方であり、最初の頃は「フルジュウ」や「フルテン」など複数の読み方がされていたが、次第に「フルテン」が普及していった。日本独自の造語である為、英語としては通用しない。

## 概要
特にエレキギター用のアンプに対して使われることが多い。本来は歪みの量を決定するVolumeを全開にした状態のことを指す「フルボリューム」の略語として使用していた為、TrebleやMiddleなどのトーンのつまみに対して使われることに違和感を抱くギタリストも存在する。
英語圏では映画「スパイナル・タップ」に目盛りが11まであるアンプが登場したことをきっかけに、数多くのミュージシャンが最大値が11のアンプをオーダーした。また映画に登場する「アップ・トゥ・イレブン（Up to eleven）」が「最大音量」という意味を持つ慣用句として浸透している。
マーシャルでは1990年にボリュームの目盛りが20まであるアンプを商品化している。